# Campylopus beauverdianus
Campylopus beauverdianus är en bladmossart som beskrevs av Thériot 1936. Campylopus beauverdianus ingår i släktet nervmossor, och familjen Dicranaceae. Inga underarter finns listade i Catalogue of Life.